# Алфа Ромео 145
Алфа Ромео 145 е италиански автомобил, произведен от Алфа Ромео в края на XX век.

## История
Кодовото име на модела е Проект 930. Дизайнер на автомобила е Крис Бангъл и Валтер Да Силва. Представен през 1994-та на автомобилното изложеине в Торино. На автомобилното изложение в Женева през март 1999 г., Алфа Ромео представи фейслифт на автомобила '99 за двата модела. Новият турбодизел с директно впръскване 1.9 JTD с комбиниран монтаж замени 1.9 TD.

## Двигатели
Алфа Ромео 145 се предлага първоначално с 3 бензинови,4 цилиндрови боксер мотора (1.4,1.6 и 1.7 16V) и дизелов 1.9 TD (на повечето пазари се предлага като 2.0TD). С фейслифта на модела през януари 1997-а боксерите отстъпват място на моторите Twin Spark 16V (характерни за Алфа Ромео двигатели с двойно запалване). Дебют правят 1.4,1.6 и 1.8 литровите Twin Spark (2.0 се предлага още от 1995-а за QV версията). Дизеловият 1.9 TD се предлага от 1994 до 1999 година, след което е заменен от по-съвременния 1.9 JTD комън-рейл двигател.